# Berjosowka (Kaliningrad, Neman)
Berjosowka (russisch Берёзовка) ist ein Ort in der russischen Oblast Kaliningrad. Er gehört zur kommunalen Selbstverwaltungseinheit Stadtkreis Neman im Rajon Neman.
Berjosowka liegt 18 Kilometer südöstlich der Stadt Neman (Ragnit) an einer Nebenstraße (27K-051), die Schmeljowo (Warnen) mit Malomoschaiskoje (Naujeningken, 1938 bis 1946 Neusiedel) verbindet. Eine Bahnanbindung besteht nicht.
Die Siedlung Berjosowka wurde erst nach dem Zweiten Weltkrieg gegründet und gehörte zunächst zum Dorfsowjet Malomoschaiski selski Sowet im Rajon Neman. Von 2008 bis 2016 gehörte der Ort zur Landgemeinde Luninskoje selskoje posselenije und seither zum Stadtkreis Neman.
Berjosowka liegt für evangelische Kirchenmitglieder im Einzugsgebiet der evangelisch-lutherischen Gemeinde in Sabrodino (Lesgewangminnen, 1938 bis 1946 Lesgewangen), die zur Propstei Kaliningrad (Königsberg) der Evangelisch-lutherischen Kirche Europäisches Russland gehört.